# グラフィティスマッシュ
『グラフィティスマッシュ』はマイネットゲームスより配信されていたスマートフォン用ゲームアプリ。サービス開始当初の配信元はバンダイナムコオンラインで、2017年10月26日にサービスを開始した後、2020年7月1日より配信権がマイネットゲームスへ移譲された。基本プレイ無料（アイテム課金制）。略称は『グラスマ』。
2021年7月30日をもってサービスを終了した。

## 概要
ハンターを引っ張り操作でおはじきやビリヤードのように敵に当てることで攻撃する。
また、ハンターが移動した軌跡は塗られてハンターの攻撃力がアップするなどのさまざまな有利な効果を得られるグラフィティバトルアクション。

## あらすじ
荒廃した世界。そこにはアークと呼ばれる謎の物質が存在し、それによって狂暴化したモンスターが徘徊している。アークは人間をも汚染し、そうなれば命の保証はない。人々は脅威から身を守るため、壁で覆われた街パペルの中で生き続けてきた。 
しかし、稀にアークへ適性を持つ人間も存在し、やがてその様な人物達が集まり組織を作った。 
外界からの脅威を取り除き、資源を持ち帰り人々を守る。そんな彼らを人はハンターと呼んだ。

## 登場人物
主人公
自身もハンターであり、その中でもローダーと呼ばれる稀な存在。
指揮能力に長け、仲間の潜在能力を引き出すことができる。
ラビットさん
声 - 中上育美
青と白の布地を継ぎ接ぎした、ぬいぐるみの様な外見をしている機械人形。 主人公を「マスター」と呼ぶナビゲート役。

### ハンター[2]
初期★４ハンターより抜粋。各キャラクターは「ハンター図鑑」番号順、紹介文はゲーム中のものを引用している。
アーベル
声 - 細谷佳正　イラスト - すぱる二等兵
誕生日：1月14日　血液型：Ａ型　特技・趣味：猫と戯れる　好きな物：かつ丼　嫌いな物：野菜
バベルの下層出身で、自分を導いてくれた憧れのハンターの意思を継ぎ、ハンターとなる。面倒見が良く、仲間を大切にする性格。
ユニス
声 - 日笠陽子　イラスト - すぱる二等兵
誕生日：10月9日　血液型：A型　特技・趣味：剣術　好きな物：誠実なこと　嫌いな物：不誠実なこと
要塞都市を警護する警護部隊ガーディアン部隊長の娘。剣術に長けており、正義感に溢れている。その真面目さゆえに不器用な面も。
コンラッド
声 - 森久保祥太郎　イラスト - すぱる二等兵
誕生日：6月4日　血液型：B型　特技・趣味：戦術指揮　好きな物：女の子　嫌いな物：面倒なこと
女の子大好きな口数の多いチャラ男だが、様々なハンターを導いてきたベテランの戦術家。普段はおどけているが、肝心なときは頼れる兄貴。
アリス
声 - 丹下桜　イラスト - うじなわ かつゆき
誕生日：2月20日　血液型：AB型　特技・趣味：ぬいぐるみ作り　好きな物：甘い物　嫌いな物：嘘つき
大人な雰囲気を持った少女。その実は有名なぬいぐるみデザイナー。彼女の作る人形は多くの人を虜にしており、マニアの間では高額で取引されている。
ヨミ
声 - 日高里菜　イラスト - すぱる二等兵
誕生日：4月23日　血液型：A型　特技・趣味：ひなたぼっこ　好きな物：笹団子　嫌いな物：犬
古風な口癖を持つ巫女。外見の割に貫禄があるが、年齢のことに触れるのは禁句。いたずら好きな性格なため、どこまで本気なのかがつかみきれない。
レンゲ
声 - 生天目仁美　イラスト - うじなわ かつゆき
誕生日：9月15日　血液型：O型　特技・趣味：お酒飲み歩き　好きな物：お酒　嫌いな物：しつこい人
常に酒を持ち歩いており、どこでも飲んでいる酒好きな女性。色気はあるが駄目人間で有名。護身として鉄扇術を究めた凄腕の武芸者でもある。
イナリ
声 - 山下大輝　イラスト - すぱる二等兵
誕生日：3月8日　血液型：A型　特技・趣味：昼寝　好きな物：饅頭　嫌いな物：礼儀知らず
見た目は子供だが、年齢不詳の少年。神社の神主をしており、寝ているか暇つぶしばかりに時間を使っており、どこか浮世離れしている。
ラメール
声 - 林勇　イラスト - すぱる二等兵
誕生日：7月20日　血液型：AB型　特技・趣味：海を感じる　好きな物：海　嫌いな物：泳ぐこと
海へ強い憧れを持っており、航海に出たくてしょうがないが簡単にはいかず、生まれて来た時代を間違えたと嘆いている。とても苦手なことがあるという。
アンヴァル
声 - 赤羽根健治　イラスト - すぱる二等兵
誕生日：7月30日　血液型：AB型　特技・趣味：機械のメンテ　好きな物：戦闘　嫌いな物：敗北
半身を機械化され、戦うことに最適化された戦闘サイボーグ。通常は感情の起伏に乏しいが、戦闘になると狂犬と化す。
フェイト
声 - 井上麻里奈　イラスト - すぱる二等兵
誕生日：5月7日　血液型：O型　特技・趣味：自己鍛錬　好きな物：肉　嫌いな物：子供扱い
幼い頃に両親を亡くし、下層で過酷な修羅場を乗り越え、生きて行く為にハンターになった少年。外見から、子供扱いされることにうんざりしている。
クレア
声 - 上田麗奈　イラスト - すぱる二等兵
誕生日：7月8日　血液型：AB型　特技・趣味：機械弄り　好きな物：機械のパーツ　嫌いな物：料理
機械弄りが大好きなメカニックの少女。機械のことになると我を忘れてしまうほどだが、それ以外のことには無頓着でマイペース。
ルッツ
声 - 梶裕貴　イラスト - すぱる二等兵
誕生日：8月25日　血液型：A型　特技・趣味：運動　好きな物：パン　嫌いな物：偉そうな大人
母親に楽をさせる為にハンターとなったが、年齢と実績から受けられる仕事が少なく、日々もどかしさを感じている。
ルネッタ
声 - 小澤亜李　イラスト - いしたま
誕生日：10月31日　血液型：AB型　特技・趣味：悪戯　好きな物：甘いお菓子　嫌いな物：退屈なこと
彼女の一族は魔女と呼ばれ、中でも随一の潜在能力を持っている。自由奔放で好奇心が強く、退屈を嫌うため、悪戯好きの手が付けられない性格。
ギンジ
声 - 八代拓　イラスト - すぱる二等兵
誕生日：10月25日　血液型：A型　特技・趣味：パルクール　好きな物：干し肉　嫌いな物：お酒
彼の一族は皆、遠い過去の契約により魔女の一族にその生涯を仕えるという使命を持っている。強面だが、面倒見がよく仁義を大切にしている。
サイゾウ
声 - 小松史法　イラスト - すぱる二等兵
誕生日：9月1日　血液型：O型　特技・趣味：我流剣術　好きな物：お酒　嫌いな物：早寝早起き
ハンターだが、昼間から酔っぱらっていることが多く、開店休業状態。テキトーな発言で呆れられる一方で、不思議な貫禄があり、頼りにもされている。
スティア
声 - 後藤紗緒里　イラスト - うじなわ かつゆき
誕生日：2月9日　血液型：A型　特技・趣味：健康サプリメントの収集　好きな物：健康グッズ　嫌いな物：自分の体質
生まれつき病弱な体質で、日に複数の投薬を行わないと倒れてしまうほど。その反面、常人以上の力をその身に宿している。
カイ
声 - 諏訪部順一　イラスト - すぱる二等兵
誕生日：2月7日　血液型：B型　特技・趣味：裏工作　好きな物：甘い物　嫌いな物：偽善者
慣れ合いを嫌う一匹狼。ある事件の復讐を遂げるためにハンターとなった。心に大きなトラウマを抱えており、悪夢にうなされることがある。
リアン
声 - 新井良平　イラスト - すぱる二等兵
誕生日：6月24日　血液型：AB型　特技・趣味：修行　好きな物：自己鍛錬　嫌いな物：怠惰
変幻自在な蹴り技を得意とする修行僧。性格は勝ち気で、戦闘には絶対の自信を持っている。修行のために自らの手を封じるというストイックな一面も持つ。
ヒナ
声 - 小岩井ことり　イラスト - うじなわ かつゆき
誕生日：5月22日　血液型：B型　特技・趣味：猫グッズ収集　好きな物：猫　嫌いな物：熱い食べ物
無類の猫好きで猫に憧れ、こよなく愛している。だが性格も猫に似ていて気まぐれな部分があり、寂しがり屋の甘えん坊でもある。
ルーク
声 - 小野友樹　イラスト - すぱる二等兵
誕生日：4月26日　血液型：O型　特技・趣味：喧嘩　好きな物：肉　嫌いな物：弱い者いじめ
大金を稼ぐためにハンターになった、威勢の良い少年。ワイルドな外見と同様に血の気が多く喧嘩早いが、その拳は弱い者を守るためだけに振るう。
バルド
声 - 藤原啓治　イラスト - すぱる二等兵
誕生日：5月29日　血液型：O型　特技・趣味：料理　好きな物：お酒　嫌いな物：過去の自分
その実力は折り紙付きで周囲から羨望を集める。共に闘う仲間を必要とせず、一人で飄々とハンター活動を続けている。
キリカ
声 - 早見沙織　イラスト - すぱる二等兵
誕生日：5月5日　血液型：O型　特技・趣味：諜報活動　好きな物：お茶　嫌いな物：細かいこと
珍しい血族の末裔で、とある部隊に所属しており、冷静沈着でクールを装っている。血筋は違えど、仲間のことは家族と思っている。
ソフィア
声 - 山村響　イラスト - すぱる二等兵
誕生日：2月15日　血液型：B型　特技・趣味：アクセサリー作り　好きな物：コーヒー　嫌いな物：ぬるぬるしたもの
良く言えば冷静だが悪く言うと閉鎖的。人と距離を置きたがる少女。それなりに腕が立つために仲間を必要とせず、単独でハンター活動をしている。
サルヴァ
声 - 喜多村英梨　イラスト - 腿三
誕生日：12月17日　血液型：O型　特技・趣味：彫り師　好きな物：威圧すること　嫌いな物：早起き
治安の悪い下層のストリート育ちで、バベル唯一の彫り師として技術と先代の店を受け継いだ。彼女の職人的な技術に惚れるファンも多い。
ジャスティス
声 - 松田健一郎　イラスト - うじなわ かつゆき
誕生日：10月12日　血液型：B型　特技・趣味：バベルの見回り　好きな物：寒い場所　嫌いな物：暑い場所
正義を愛し、正義を信条に生きる男。悪は絶対に許さず、正しいことをする者の味方。豪胆で明るく、しかし余りにも真っ直ぐすぎる。
カリン
声 - 金子彩花　イラスト - 棚塚
誕生日：2月25日　血液型：A型　特技・趣味：ファンシーグッズ収集　好きな物：物陰　嫌いな物：人前に出ること
極度の恥ずかしがり屋で臆病な少女でありながら、優秀なスナイパー。油断しているとすぐに物陰や隅っこに隠れるため、その姿を見失ってしまう。
ノエル
声 - 洲崎綾　イラスト - うじなわ かつゆき
誕生日：12月7日　血液型：A型　特技・趣味：裁縫　好きな物：アイスクリーム　嫌いな物：辛い物
ドジで極度の鈍感だが、心優しい純粋な少女。エグリーズ運送会社の社員であり、社長の愛娘。運送会社の皆を家族と思っており大切にしている。
クランプス
声 - 内山昂輝　イラスト - すぱる二等兵
誕生日：12月21日　血液型：O型　特技・趣味：スイーツ店巡り　好きな物：ケーキ　嫌いな物：面倒事
エグリーズ運送会社で働く、切れ者の青年。社長に幼い頃に拾われ、家族のように育ててくれた恩返しのため、仕事は着実にこなす。
ヤウ
声 - 柳田淳一　イラスト - 棚塚
誕生日：11月3日　血液型：AB型　特技・趣味：筋トレ　好きな物：お酒　嫌いな物：理論武装
鬼族の血を受け継ぐハンター。鬼の存在や混血を蔑む者を絶対に許さない。血の滲むような鍛錬により、人間離れした怪力を得た。
ルフレ
声 - 石原夏織　イラスト - すぱる二等兵
誕生日：8月4日　血液型：O型　特技・趣味：弓の扱い　好きな物：甘い物　嫌いな物：コーヒー
パッと見は女性と見紛う天才弓使いの美少年。優しく素直な性格で、仲間たちから慕われている。天然ジゴロな言動で周りの者を翻弄しているようだ。
グリード
声 - 小野大輔　イラスト - すばる二等兵
誕生日：3月1日　血液型：O型　特技・趣味：財宝の収集　好きな物：価値のある物　嫌いな物：奪われること
己の欲望を満たすためには一切の躊躇をしない男。熱狂的なコレクターであり、財宝の収集を趣味とする。その強欲さから七罪武器の一つを授かる。
メタトロン
声 - 伊瀬茉莉也　イラスト - すぱる二等兵
誕生日：3月21日　血液型：A型　特技・趣味：演算　好きな物：全て　嫌いな物：特に無し
聖母の異名を持つ温厚で落ち着いた少女。圧倒的な演算能力を持ち、その力は未来予知に匹敵する。その才能と仁徳から七聖武器の一つを授かる。
アマナ
声 - 千菅春香　イラスト - 棚塚
誕生日：3月3日　血液型：O型　特技・趣味：音楽活動　好きな物：姉　嫌いな物：うるさい人
双子の姉、リリィと共に音楽活動をしている。担当はベース。丁寧な口調で、感情が表に出にくい。姉のことを心から大事に思っている。
リーン
声 - 山下誠一郎　イラスト - すぱる二等兵
誕生日：10月4日　血液型：O型　特技・趣味：旅　好きな物：激辛料理　嫌いな物：お酒
バベルの測量を担う役人。父親から引き継いだ職務に誇りを持っているが、もともと大雑把な性格なので、思うように結果を出せず、苦労している。
シュナイダー
声 - 寺島拓篤　イラスト - 腿三
誕生日：12月3日　血液型：AB型　特技・趣味：日記を書くこと　好きな物：孤独　嫌いな物：聖なる者
自称「魔王」を名乗る青年。その言動からは信じがたいが、自称する程の力を秘めている。周りから生暖かい目で見られることが多い。
セイテン
声 - 内山夕実　イラスト - すぱる二等兵
誕生日：6月2日　血液型：O型　特技・趣味：武術　好きな物：博打　嫌いな物：面倒事
代々伝えられてきた流派を受け継ぐ天才武術家。その腕は歴代継承中最強と噂される。ぶっきらぼうで博打好きだが、情に厚い。
ロッツァー
声 - 浪川大輔　イラスト - すぱる二等兵
誕生日：12月23日　血液型：A型　特技・趣味：観劇　好きな物：派手で優雅なもの　嫌いな物：甘いもの
若手実業家という顔をもつ一方、裏社会では知らぬ者はないマフィアの首領。人生経験豊富で思慮深いが、いざとなれば手段を選ばぬ冷酷さをもつ。
ホムナ
声 - 藤田咲　イラスト - すぱる二等兵
誕生日：8月17日　血液型：A型　特技・趣味：掃除　好きな物：緑茶　嫌いな物：高所
裏表のない明るい女の子。神社で修行中の身だが、ドジなところがあり、よく失敗してしまう。失敗してもめげず、明るく前向きなのが長所。
ハイネ
声 - 小倉唯　イラスト - すぱる二等兵
誕生日：3月15日　血液型：A型　特技・趣味：知識探求　好きな物：アイスクリーム　嫌いな物：からかわれること
孤児として育てられた天才少女。感情表現を上手く行うことができず辛い思いをしている。膨大な知識と天才的なIQを兼ね備えている。
エレナ
声 - 東山奈央　イラスト - いしたま
誕生日：7月4日　血液型：O型　特技・趣味：動物と遊ぶ　好きな物：肉料理　嫌いな物：苦い物
野性味の強く、感情的な行動が多い少女。その外見とは裏腹に、驚異的な身体能力を持つ。気が回るやさしい性格だが、少し的外れな部分がある。
ディアナ
声 - 渡辺明乃　イラスト - うじなわ かつゆき
誕生日：10月5日　血液型：A型　特技・趣味：銃の扱い　好きな物：戦闘　嫌いな物：胸の大きな女性
銃を使った狩りのエキスパートで歴戦のハンター。足を引っ張られたり、戦いの邪魔をされることを極端に嫌っており、独り放浪し戦い続けていた。
ライゼ
声 - 近藤隆　イラスト - うじなわ かつゆき
誕生日：4月6日　血液型：AB型　特技・趣味：雲を眺めること　好きな物：平和な日常　嫌いな物：喧騒
全ての記憶を失った記憶喪失の青年。自分の記憶について知るため、万屋を営んでおり、ハンターとしての仕事すらも依頼として受けている。
イネス
声 - 富樫美鈴　イラスト - うじなわ かつゆき
誕生日：10月11日　血液型：AB型　特技・趣味：医療行為　好きな物：怪我人　嫌いな物：苦い物
自称医療従事者。経歴に偽りはないようだが、彼女の治療を受けた者はその時のことを尋ねられると頑なに口を閉ざすという。
ジュビア
声 - 久野美咲　イラスト - すぱる二等兵
誕生日：11月9日　血液型：A型　特技・趣味：雨具収集　好きな物：カエル　嫌いな物：天気予報
雨が近くなると、どこからともなく現れる神出鬼没の少女。話し方はどこかつかみどころがなく、ぼーっとした印象だが人の話はちゃんと聞いている。
スライン
声 - 柿原徹也　イラスト - すぱる二等兵
誕生日：8月1日　血液型：B型　特技・趣味：ネイルアート　好きな物：男女問わず強い人　嫌いな物：暗所
マーケットを束ねるオネエのボス。幅広い方面に顔が効き、信用と地位を築いている。フェミニンな一方、キレるとマフィアも黙らせるほど恐ろしい。
ミシェル
声 - 西明日香　イラスト - すぱる二等兵
誕生日：5月11日　血液型：A型　特技・趣味：お金儲け　好きな物：お金　嫌いな物：詐欺
常にお金儲けを考えている、ちゃっかり者の商人。無理難題にも、明るい笑顔と抜群の行動力で応える。お金さえあれば、これほど心強い味方はいない。
ダルタ
声 - 高梨謙吾　イラスト - 棚塚
誕生日：8月15日　血液型：A型　特技・趣味：占い　好きな物：ビンテージワイン　嫌いな物：虫
自分に絶対的な自信を持っており、その自信が砕けない程度には器用な男。独学ではあるが占いが得意で、的中率はとても高い。
ペルフェ
声 - 興津和幸　イラスト - すぱる二等兵
誕生日：2月17日　血液型：A型　特技・趣味：マナー講座　好きな物：綺麗な食器　嫌いな物：マナー違反
彼の一族は皆、一流の執事・メイドを輩出しており、その中でもとりわけ優秀な執事であり教育係でもある。主人に忠実だが、マナーに関してとても厳しい。
ユオ
声 - 宮崎敦巳　イラスト - 棚塚
誕生日：9月9日　血液型：A型　特技・趣味：お菓子作り　好きな物：猫　嫌いな物：昆虫
とある諜報部隊に所属する密偵。感情を抑え任務を遂行するプロだが、身内には優しさを見せることも。普段は同じ一族の部隊員と行動を共にすることが多い。
ハンデッド
声 - 竹内良太　イラスト - すぱる二等兵
誕生日：1月23日　血液型：A型　特技・趣味：剣術　好きな物：１人でいること　嫌いな物：集団行動
不吉な容姿とふるまいをする陰鬱な男。孤独を好み、あまり他者と関わろうとしない。彼の剣は、ボロボロながら強大な力を秘めている。
ラム
声 - 内田真礼　イラスト - 腿三
誕生日：6月29日　血液型：O型　特技・趣味：踊り　好きな物：騒がしいこと　嫌いな物：おとなしくすること
露出の多い服を好み、それにタジタジになる人の反応を見て楽しむイタズラ好きな女性。サバサバとした性格をしており、ファンも多い。
アンジュ
声 - 清水理沙　イラスト - すぱる二等兵
誕生日：4月4日　血液型：AB型　特技・趣味：執筆活動　好きな物：小説　嫌いな物：喧嘩
おっとりとした性格から想像も出来ないが、実はペンネーム「アンチョロビン」として大活躍している小説家。妄想モードになると周りが見えなくなる節も。
エドガー
声 - 村瀬歩　イラスト - すぱる二等兵
誕生日：5月25日　血液型：O型　特技・趣味：ピアノ　好きな物：チョコケーキ　嫌いな物：幽霊
解けない謎はないと噂される天才少年探偵。落ち着いた態度と物腰は子供を感じさせない。探偵一族の誇りがそうさせるが、幽霊だけは苦手。
クロエ
声 - 藤村歩　イラスト - すぱる二等兵
誕生日：9月24日　血液型：B型　特技・趣味：紅茶の銘柄収集　好きな物：紅茶　嫌いな物：馬鹿にされること
財閥の高飛車なお嬢様。お嬢様育ち故、一般常識が通用しない場面も多々ある。とある目的のためにハンターになることを決意する。
マサムネ
声 - 古川慎　イラスト - すぱる二等兵
誕生日：11月11日　血液型：A型　特技・趣味：三味線　好きな物：焼き鳥　嫌いな物：優柔不断
主に仕える侍の生き方を貫く、生真面目な男。常に冷静沈着で判断力に優れている。受けた恩は決して忘れない義理堅い性格。
ジャック
声 - 増田俊樹　イラスト - すぱる二等兵
誕生日：2月21日　血液型：B型　特技・趣味：路上パフォーマンス　好きな物：ジャガイモ　嫌いな物：酔っぱらい
人を食った性格の奇術師。路上パフォーマンスを生業としているが、裏では怪しげな人間と繋がっているようだ。カードと変装を得意としている。
ラース
声 - 安元洋貴　イラスト - すぱる二等兵
誕生日：8月12日　血液型：A型　特技・趣味：武術　好きな物：盆栽　嫌いな物：怠慢
落ち着いた雰囲気を持つ、式神と呼ばれる程の武術家。他社の才能を伸ばすことに長けている常識人でもある。その精神から七罪武器の一つを授かる。
サリエル
声 - 小清水亜美　イラスト - すぱる二等兵
誕生日：1月26日　血液型：AB型　特技・趣味：真実を見極めること　好きな物：紅茶　嫌いな物：嘘つき
生まれ持っての魔眼により、真偽を見極める力を持つ。バベルの罪人を裁定し裁く執行者の役割も担っており、その才能と判断力から七聖武器の一つを授かる。

### バベルの住人
ロザリー
声 - 内山夕実
自身の経営する酒場を切り盛りしつつ、ハンター達への依頼の斡旋を取り仕切る女傑。仲間思いで面倒見の良い姉御肌。のちに自身もハンターとして復帰。
カウフマン
声 - 豊永利行
外界の骨董品を扱う仮面の商人。見るからに怪しい人物だが、ロザリーからは信用されている様子。
クロード
声 - 竹内良太
バベルを警護するガーディアンの隊長を務める中年男性。ユニスの父。
レヴォル
声 - 山本祥太
訓練所の管理を行う男性。ハンターたちに訓練所を提供しており、また戦闘を教える教官でもある。
ヴァニエラ
声 - 日高里菜
遠征所の案内係の女性。のちにハンター化。
シャルル
声 - 山本希望
雑貨屋の女性店主。武器の強化や作成なども請け負っている。
タリク
声 - 浪川大輔
シアターの管理人の青年。旧文明のデータ端末「ロストフラグメント」の回収、解読も行う。